# Jasper, Minnesota
Jasper là một thành phố thuộc quận Pipestone, tiểu bang Minnesota, Hoa Kỳ. Năm 2010, dân số của thành phố này là 633 người.

## Dân số
- Dân số năm 2000: 597 người.
- Dân số năm 2010: 633 người.